# Oleg Danovski

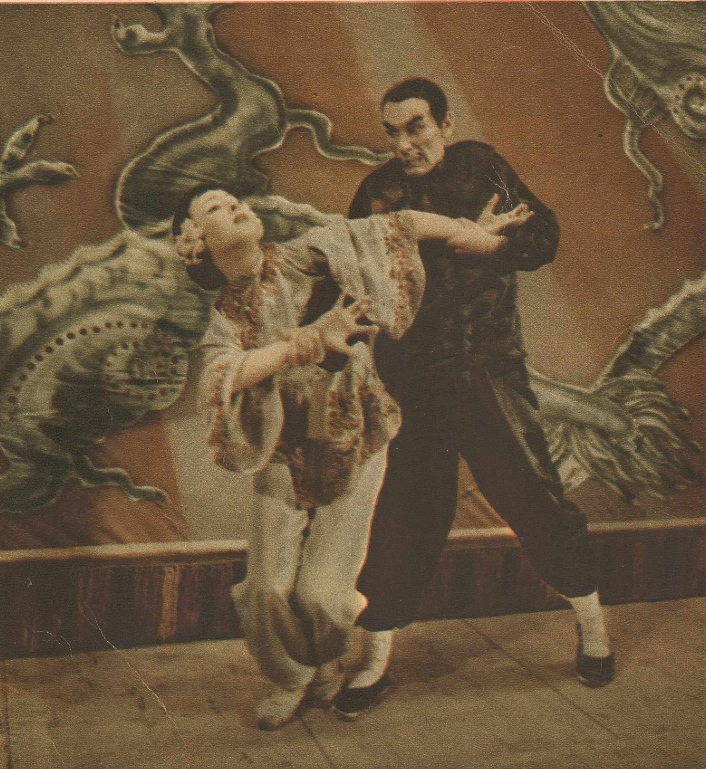
Irinel Liciu și Oleg Danovski în baletul Macul roșu

Oleg Danovski (n. 9 februarie 1917, Voznesensk, din Ucraina rusă – d. 21 octombrie 1996, Constanța, din România) a fost un dansator și coregraf român, întemeietorul școlii românești de balet modern, fondatorul și directorul primului teatru de balet din România, instituție care din 1990, prin hotărârea ministrului culturii, Andrei Pleșu îi poartă numele – Teatrul Național de Operă și Balet „Oleg Danovski” din Constanța. A apărut pe toate marile scene ale lumii, precum Teatrul Bolșoi, Opera din Milano sau Metropolitan New York, iar sub conducerea sa baletul românesc s-a bucurat de succese și recunoaștere fără precedent în străinătate.
A primit titlul de Artist Emerit (1953).

## Biografie
Cel care avea să fie supranumit „Sfinxul Slav” s-a născut în localitatea Voznesensk, gubernia Herson, din Republica rusă (azi, regiunea ucraineană Mîkolaiiv), dar avea origini germane: tatăl său, von Hildebrand, aparținea unei familii de baroni aduși de Petru cel Mare din Germania. Când bolșevicii au luat puterea prin forță, acesta a luptat ca ofițer împotriva lor, fapt care l-a determinat să o trimită pe soția sa, Juliette, la adăpost la Cernăuți. Din 1920, ea s-a angajat ca maestră de balet la Teatrul din Cernăuți, astfel încât Oleg Danovski a crescut de mic într-un mediu artistic. Inițial, a dovedit o înclinație specială pentru vioară, instrument pe care l-a studiat timp de 7 ani. Ulterior s-a dedicat dansului. Conform Enciclopediei  este de etnie rusă. 
La 14 ani a ales să fugă la București cu o elevă de-a mamei sale. După o perioadă de lipsuri, în care-a dormit în parcul Cișmigiu și a mâncat doar pâine și apă, s-a angajat ca balerin la Teatrul Cărăbuș. Foarte curând avea să devină prim solist, acceptând provocarea de-al înlocui pe balerinul care se îmbolnăvise. Remarcabila sa evoluție la premieră i-a adus supranumele de "Sfinxul Slav". La 17 ani devenea cel mai tânăr coregraf din lume, activând o vreme la Teatrul Evreiesc, unde a studiat regia cu Iacob Sternberg. Apoi s-a angajat ca solist la Opera Română din București, unde a început să monteze spectacole remarcabile. A avut privilegiul să colaboreze cu mari artiști ai vremii precum Josephine Baker sau Boris Kneazev - pedagog care formase și iluștrii dansatori ai Operei de la Paris. Celebrul Robert Helpmann l-a invitat să monteze la Londra Lacul lebedelor - capodopera sa fiind printre cele mai bune montări cunoscute. Și-a format un ansamblu de 150 de balerini iar în 1949 a devenit decanul Academiei de balet. A militat pentru separarea Baletului de Operă, fără succes. În cele din urmă a solicitat pensionarea de la teatrul din București, dar a fost refuzat. În 1978, în drum spre Varna, unde urma să jurizeze un festival internațional de balet, a făcut un popas la Constanța, unde s-a întâlnit cu directorul Teatrului de revistă „Fantasio”, Aurel Manolache, care i-a propus o colaborare. Oleg Danovski l-a convins să înființeze o secție de balet a Teatrului Fantasio: „Ansamblul de balet clasic și contemporan”, inițial constituit din tineri absolvenți ai liceelor de coregrafie din București și Cluj, primul spectacol montat fiind Chopiniana. Aici, Oleg Danovski a montat trilogia ceaikovskiană: Lacul lebedelor, Frumoasa din pădurea adormită și Spărgătorul de nuci. Prin legăturile sale cu impresarul german Landgraff, renumele balerinilor români a depășit pentru prima oară granițele țării, iar turneul anual în Germania al Teatrului de Balet din Constanța a ajuns o tradiție care continuă și în zilele noastre. Câteva dintre spectacolele care poartă amprenta geniului său coregrafic sunt: Spărgătorul de nuci, Lacul lebedelor, Cenușăreasa, Giselle, Rapsodia de Enescu sau Chopiniana. Ultimul său spectacol, creat cu puțin înainte de moarte, în 1996, a fost Crăiasa zăpezilor: deși grav bolnav, Oleg Danovski a reușit să-l monteze în doar două săptămâni.
În 1990, prin hotărârea ministrului culturii, Andrei Pleșu, excepționala instituție constănțeană fondată de Oleg Danovski își câștiga în sfârșit autonomia, sub numele Teatrul de Balet "Oleg Danovski". La 8 ani de la moartea maestrului, și în profund dezacord cu eforturile sale și aspirația ca baletul să beneficieze de o instituție de sine-stătătoare, Teatrul de Balet a fost desființat, fiind comasat cu Opera prin hotărârea nr. 151 din 2004 a Direcției de Cultură a Consiliului Județean Constanța. Din 2010, Teatrul Național de Operă și Balet „Oleg Danovski” a intrat în administrarea Ministerului Culturii și Patrimoniului Național.

## Distincții
- titlul de Artist Emerit al Republicii Populare Române (13 octombrie 1953) „pentru realizări valoroase și activitate rodnică în ramurile artistice”[4]
- Ordinul Muncii clasa a III-a (10 august 1964) „pentru merite deosebite în opera de construire a socialismului, cu prilejul celei de a XX-a aniversări a eliberării patriei”[5]
- Ordinul Meritul Cultural clasa a II-a (12 septembrie 1968) „pentru merite deosebite în activitatea muzicală”[6]

## Filmografie
- Neamul Șoimăreștilor (1965)
- Vis de ianuarie (1979)

## Literatură
- Doina Jela, Oleg Danovski – omul, artistul, legenda, Editura Curtea Veche, 2012
- Marian Constantinescu, Dirijorul de lebede, Editura Muzicala, Bucuresti, 1989

## Extrase din presa internațională
"Cea mai bună montare a Mandarinului Miraculos ce poate fi văzută are coregrafia semnată de Oleg Danovski: inteligentă, intensă, misterioasă și jucată cu o exemplară acuratețe tehnică. Un fenomen al culturii adevărate."
[Michelangelo Zurletti, La Repubblica, 17 august 1980]
"Judecând după nenumăratele runde de aplauze care-au recompensat performanța Ansamblului de Balet Fantasio din Constanța, mai bine de-atât ar fi inimaginabil. Un lucru e cert: corpul de balet a fost adus la o ținută atât de înaltă, încât ar putea servi ca exemplu pentru câteva ansambluri germane."
[Westphalien Blatt, 21 noiembrie 1980]
"Giselle, Lacul lebedelor, Spărgătorul de nuci – trei spectacole de balet în versiunea unor super-dansatori conduși de un superMAG: Oleg Danovski."
[Zollern-Alb Kurier, 19 decembrie 1983]
"Oleg Danovski a creat o viguroasă și extrem de inspirată punere în scenă a etern-generoasei teme a îndrăgostiților din Verona. Foarte rar, în secolul nostru, un balet a cucerit arena internațională, așa cum a făcut-o această versiune.” 
[Allgemeine Zeitung, 1 decembrie 1993]